# Даніель Васс
Даніель Васс (дан. Daniel Wass, нар. 31 травня 1989, Гладсаксе) — данський футболіст, правий фланговий захисник данського клубу «Брондбю» і національної збірної Данії.

## Клубна кар'єра
У дорослому футболі дебютував 2006 року виступами за команду клубу «Брондбю», в якій провів два сезони, взявши участь у 41 матчі чемпіонату. 
Частину 2009 року провів у Норвегії, де на умовах оренди захищав кольори команди клубу «Фредрікстад».
На початку 2010 року повернувся до «Брондбю», де провів ще півтора сезону. Більшість часу, проведеного у складі «Брондбю», був основним гравцем команди.
2011 року уклав контракт з португальським клубом «Бенфіка». Не провівши жодної гри у складі лісабонської команди, того ж року приєднався на умовах оренди до французького «Евіана».

## Виступи за збірні
2005 року дебютував у складі юнацької збірної Данії, взяв участь у 29 іграх на юнацькому рівні.
Протягом 2008–2011 років залучався до складу молодіжної збірної Данії. На молодіжному рівні зіграв у 14 офіційних матчах.
2011 року дебютував в офіційних матчах у складі національної збірної Данії. Наразі провів у формі головної команди країни 43 матчі, забивши 1 гол.
| Дата       | Місто          | Господарі          | Результат | Гості       | Турнір            | Голи | Примітки  |
| ---------- | -------------- | ------------------ | --------- | ----------- | ----------------- | ---- | --------- |
| 9-2-2011   | Копенгаген     | Данія              | 1 – 2     | Англія      | товариський матч  | -    | 46' 90+3' |
| 26-3-2011  | Осло           | Норвегія           | 1 – 1     | Данія       | Відбір до ЧЄ 2012 | -    | 90+3'     |
| 11-11-2011 | Копенгаген     | Данія              | 2 – 0     | Швеція      | товариський матч  | -    | 46'       |
| 15-11-2011 | Есб'єрг        | Данія              | 2 – 1     | Фінляндія   | товариський матч  | -    | 46'       |
| 26-5-2012  | Гамбург        | Данія              | 1 – 3     | Бразилія    | товариський матч  | -    |           |
| 2-6-2012   | Копенгаген     | Данія              | 2 – 0     | Австралія   | товариський матч  | -    | 74'       |
| 8-9-2012   | Копенгаген     | Данія              | 0 – 0     | Чехія       | Відбір до ЧС 2014 | -    |           |
| 12-10-2012 | Софія          | Болгарія           | 1 – 1     | Данія       | Відбір до ЧС 2014 | -    | 54'       |
| 14-11-2012 | Стамбул        | Туреччина          | 1 – 1     | Данія       | товариський матч  | -    |           |
| 6-2-2013   | Скоп'є         | Північна Македонія | 3 – 0     | Данія       | товариський матч  | -    |           |
| 3-9-2014   | Оденсе         | Данія              | 1 – 2     | Туреччина   | товариський матч  | -    | 84'       |
| 25-3-2015  | Орхус          | Данія              | 3 – 2     | США         | товариський матч  | -    |           |
| 29-3-2015  | Сент-Етьєн     | Франція            | 2 – 0     | Данія       | товариський матч  | -    | 46'       |
| 8-10-2015  | Брага          | Португалія         | 1 – 0     | Данія       | Відбір до ЧЄ 2016 | -    | 68' 69'   |
| 31-8-2016  | Горсенс        | Данія              | 5 – 0     | Ліхтенштейн | товариський матч  | -    | 64'       |
| 15-11-2016 | Млада Болеслав | Чехія              | 1 – 1     | Данія       | товариський матч  | -    | 66'       |
| 10-6-2019  | Копенгаген     | Данія              | 5 – 1     | Грузія      | Відбір до ЧЄ 2020 | -    | 62'       |
| 5-9-2019   | Гібралтар      | Гібралтар          | 0 – 6     | Данія       | Відбір до ЧЄ 2020 | -    |           |
| 15-10-2019 | Ольборг        | Данія              | 4 – 0     | Люксембург  | товариський матч  | -    |           |
| 15-11-2019 | Копенгаген     | Данія              | 6 – 0     | Гібралтар   | Відбір до ЧЄ 2020 | -    |           |
| Усього     |                | Матчів             | 20        |             | Голів             | 0    |           |

## Титули і досягнення
- Володар Кубка Іспанії (1):

«Валенсія»: 2018-19